# سيسار
سيسار هي جزيرة تابعة لإستونيا. تفع في الجزء الغربي من البلاد على بعد 90 كيلومتر إلى الجنوب الغربي من تالين. أرض الجزيرة مسطحة للغاية حيث يبلغ ارتفاع أعلى نقطة فيها 8 أمتار فوق مستوى سطح البحر.

الجزيرة ذات كثافة سكانية منخفضة حيث تبلغ الكثافة فيها حوالي 11 شخصًا في الكيلومتر المربع, ومتوسط درجة الحرارة هو 5 درجة مئوية. ويعتبر أغسطس أحر شهر حيث تبلغ درجة الحرارة 16 درجة مئوية.